# Tầng Bajocy
| Hệ/ Kỷ                               | Thống/ Thế   | Tầng/ Kỳ   | Niên đại (Ma) | Niên đại (Ma) |
| ------------------------------------ | ------------ | ---------- | ------------- | ------------- |
| Phấn Trắng                           | Hạ/Sớm       | Berrias    | trẻ/muộn hơn  | trẻ/muộn hơn  |
| Jura                                 | Thượng /Muộn | Tithon     | ~145.0        | 152.1         |
| Jura                                 | Thượng /Muộn | Kimmeridge | 152.1         | 157.3         |
| Jura                                 | Thượng /Muộn | Oxford     | 157.3         | 163.5         |
| Jura                                 | Trung/Giữa   | Callove    | 163.5         | 166.1         |
| Jura                                 | Trung/Giữa   | Bathon     | 166.1         | 168.3         |
| Jura                                 | Trung/Giữa   | Bajocy     | 168.3         | 170.3         |
| Jura                                 | Trung/Giữa   | Aalen      | 170.3         | 174.1         |
| Jura                                 | Hạ/Sớm       | Toarc      | 174.1         | 182.7         |
| Jura                                 | Hạ/Sớm       | Pliensbach | 182.7         | 190.8         |
| Jura                                 | Hạ/Sớm       | Sinemur    | 190.8         | 199.3         |
| Jura                                 | Hạ/Sớm       | Hettange   | 199.3         | 201.3         |
| Trias                                | Thượng /Muộn | Rhaetia    | cổ/sớm hơn    | cổ/sớm hơn    |
| Phân chia Kỷ Jura theo ICS năm 2020. |              |            |               |               |

Trong niên đại địa chất, tầng Bajoci là một bậc hoặc kỳ trong Jura giữa, kéo dài từ khoảng 170.3 Ma tới ≈ 168.3 Ma (Ma: Megaannum, triệu năm trước). Tầng Bajocy tiếp sau tầng Aaleni và đứng trước tầng Bathon.

## Xác định trong thang địa tầng
Tầng Bajocy (được lấy từ tên Latin: Bajocae) của thị trấn Bayeux, thuộc vùng Normandy, nước Pháp. Tên của tầng Bajocy được giới thiệu lần đầu tiên trong một tài liệu khoa học bởi nhà cổ sinh vật học người Pháp Alcide d'Orbigny vào năm 1842.
Đáy của tầng Bajocy trong thang địa tầng được xác định là nơi xuất hiện lần đầu tiên hóa thạch của chi ammonite Hyperlioceras.  Mặt cắt tham chiếu chính thức (a GSSP) nằm ở Murtinheira, gần Cabo Mondego, Bồ Đào Nha. Đỉnh của tầng Bajocy (Đáy của tầng Bathon) đánh dấu sự xuất hiện đầu tiên của loài Parkinsonia convergens.

### Phân cấp
Tầng Bajocy thường được chia thành Hạ/Sớm và Thượng/Muộn phân bậc hoặc phân kỳ.
Trong đại dương Tethys, tầng Bajocy gồm 7 đới sinh vật ammonite:
- Đới Parkinsonia parkinsoni
- Đới Garantiana garantiana
- Đới Strenoceras niortense
- Đới Stephanoceras humphriesianum
- Đới Sonninia propinquans
- Đới Witchellia laeviuscula
- Đới Hyperlioceras discites

## Cổ sinh vật học

### †Thalattosuchians
| Thalattosuchians thuộc tầng Bajocy | Thalattosuchians thuộc tầng Bajocy | Thalattosuchians thuộc tầng Bajocy | Thalattosuchians thuộc tầng Bajocy | Thalattosuchians thuộc tầng Bajocy |
| Đơn vị phân loại                   | Sự hiện diện                       | Vị trí                             | Đặc điểm | Hình ảnh                           |
| ---------------------------------- | ---------------------------------- | ---------------------------------- | --- | ---------------------------------- |
| Metriorhynchus                     |                                    |                                    | Một loài săn mồi cơ hội, thức ăn chủ yếu là cá, belemnites, một số sinh vật biển khác và có thể là cả xác thối. Metriorhynchus trưởng thành có chiều dài 3 met (9.6 feet), một số cá thể có thể đạt tới chiều dài tương đương một con cá sấu sông nile. |                                    |
| Steneosaurus                       |                                    |                                    | |                                    |
| Teleosaurus                        |                                    |                                    | |                                    |
| Teleidosaurus                      |                                    | Normandie, Pháp                    | Là loài được biết đến nhiều nhất trong họ metriorhynchid. |                                    |

### Dinosauria
Rhoetosaurus, Ozraptor, Yunnanosaurus, Cetiosauriscus

### †Plesiosauria
Simolestes keileni, Maresaurus Coccai

### †Ammonitida
| Ammonitids thuộc tầng Bajoci | Ammonitids thuộc tầng Bajoci | Ammonitids thuộc tầng Bajoci | Ammonitids thuộc tầng Bajoci                                                                                               | Ammonitids thuộc tầng Bajoci |
| Đơn vị phân loại             | Sự hiện diện                 | Vị trí                       | Đặc điểm | Hình ảnh                     |
| ---------------------------- | ---------------------------- | ---------------------------- | --- | ---------------------------- |
| Alfeldites                   | Đã xác nhận.                 |                              | Loài duy nhất được biết đến trong chi này được tìm thấy ở Alaska. Abbasites được cho là tổ tiên của họ ammonite Otoitidae. |                              |
| Apsorroceras                 | Đã xác nhận.                 |                              | |                              |
| Asphinctites                 | Đã xác nhận.                 |                              | |                              |
| Asthenoceras                 | Đã xác nhận.                 |                              | |                              |
| Bigotites                    | Đã xác nhận.                 |                              | |                              |
| Bradfordia                   | Đã xác nhận.                 |                              | |                              |
| Cadomites                    | Đã xác nhận.                 |                              | |                              |
| Cadomoceras                  | Đã xác nhận.                 |                              | |                              |
| Caumontisphinctes            | Đã xác nhận.                 |                              | |                              |
| Chondroceras                 | Đã xác nhận.                 |                              | |                              |
| Cleistosphinctes             | Đã xác nhận.                 |                              | |                              |
| Cranocephalites              | Đã xác nhận.                 |                              | |                              |
| Darellia                     | Đã xác nhận.                 |                              | |                              |
| Dimorphinites                | Đã xác nhận.                 |                              | |                              |
| Diplesioceras                | Đã xác nhận.                 |                              | |                              |
| Docidoceras                  | Đã xác nhận.                 |                              | |                              |
| Dorsetensia                  | Đã xác nhận.                 |                              | |                              |
| Durotrigensia                | Đã xác nhận.                 |                              | |                              |
| Duashnoceras                 | Đã xác nhận.                 |                              | |                              |
| Emileia                      | Đã xác nhận.                 |                              | |                              |
| Eocephalites                 | Đã xác nhận.                 |                              | |                              |
| Epistrenoceras               | Đã xác nhận.                 |                              | |                              |
| Ermoceras                    | Đã xác nhận.                 |                              | |                              |
| Euaptetoceras                | Đã xác nhận.                 |                              | |                              |
| Eudmetoceras                 | Đã xác nhận.                 |                              | |                              |
| Euhoploceras                 | Đã xác nhận.                 |                              | |                              |
| Fissilobiceras               | Đã xác nhận.                 |                              | |                              |
| Fontannesia                  | Đã xác nhận.                 |                              | |                              |
| Frogdenites                  | Đã xác nhận.                 |                              | |                              |
| Garantiana                   | Đã xác nhận.                 |                              | |                              |
| Guhsania                     | Đã xác nhận.                 |                              | |                              |
| Graphoceras                  | Đã xác nhận.                 |                              | |                              |
| Haplopleuroceras             | Đã xác nhận.                 |                              | |                              |
| Hebetoxyites                 | Đã xác nhận.                 |                              | |                              |
| Hlawiceras                   | Đã xác nhận.                 |                              | |                              |
| Hyperlioceras                | Đã xác nhận.                 |                              | |                              |
| Kosmermoceras                | Đã xác nhận.                 |                              | |                              |
| Kumatostephanus              | Đã xác nhận.                 |                              | |                              |
| Labyrinthoceras              | Đã xác nhận.                 |                              | |                              |
| Leptosphinctes               | Đã xác nhận.                 |                              | |                              |
| Lissoceras                   | Đã xác nhận.                 |                              | |                              |
| Lupherites                   | Đã xác nhận.                 |                              | |                              |
| Magharina                    | Đã xác nhận.                 |                              | |                              |
| Megasphaeroceras             | Đã xác nhận.                 |                              | |                              |
| Metrolytoceras               | Đã xác nhận.                 |                              | |                              |
| Nannolytoceras               | Đã xác nhận.                 |                              | |                              |
| Newmarracarroceras           | Đã xác nhận.                 |                              | |                              |
| Normannites                  | Đã xác nhận.                 |                              | |                              |
| Oecoptychius                 | Đã xác nhận.                 |                              | |                              |
| Oecotraustes                 | Đã xác nhận.                 |                              | |                              |
| Okribites                    | Đã xác nhận.                 |                              | |                              |
| Oppelia                      | Đã xác nhận.                 |                              | |                              |
| Orthogarantiana              | Đã xác nhận.                 |                              | |                              |
| Otoites                      | Đã xác nhận.                 |                              | |                              |
| Oxycerites                   | Đã xác nhận.                 |                              | |                              |
| Padragosiceras               | Đã xác nhận.                 |                              | |                              |
| Parastrenoceras              | Đã xác nhận.                 |                              | |                              |
| Parkinsonia                  | Đã xác nhận.                 |                              | |                              |
| Phaulostephanus              | Đã xác nhận.                 |                              | |                              |
| Poecilomorphus               | Đã xác nhận.                 |                              | |                              |
| Praebigotites                | Đã xác nhận.                 |                              | |                              |
| Praeparkinsonia              | Đã xác nhận.                 |                              | |                              |
| Praestrigites                | Đã xác nhận.                 |                              | |                              |
| Procerites                   | Đã xác nhận.                 |                              | |                              |
| Prorsisphinctes              | Đã xác nhận.                 |                              | |                              |
| Protoecotrausites            | Đã xác nhận.                 |                              | |                              |
| Pseudogarantiana             | Đã xác nhận.                 |                              | |                              |
| Pseudotoites                 | Đã xác nhận.                 |                              | |                              |
| Reynesella                   | Đã xác nhận.                 |                              | |                              |
| Shirbuirnia                  | Đã xác nhận.                 |                              | |                              |
| Siemiradzkia                 | Đã xác nhận.                 |                              | |                              |
| Skirroceras                  | Đã xác nhận.                 |                              | |                              |
| Skolekostephanus             | Đã xác nhận.                 |                              | |                              |
| Sohlites                     | Đã xác nhận.                 |                              | |                              |
| Sonninia                     | Đã xác nhận.                 |                              | |                              |
| Sphaeroceras                 | Đã xác nhận.                 |                              | |                              |
| Spinammatoceras              | Đã xác nhận.                 |                              | |                              |
| Spiroceras                   | Đã xác nhận.                 |                              | |                              |
| Stegoxyites                  | Đã xác nhận.                 |                              | |                              |
| Stemmatoceras                | Đã xác nhận.                 |                              | |                              |
| Strenoceras                  | Đã xác nhận.                 |                              | |                              |
| Strigoceras                  | Đã xác nhận.                 |                              | |                              |
| Subcollina                   | Đã xác nhận.                 |                              | |                              |
| Telermoceras                 | Đã xác nhận.                 |                              | |                              |
| Teloceras                    | Đã xác nhận.                 |                              | |                              |
| Thamboceras                  | Đã xác nhận.                 |                              | |                              |
| Toxamblyites                 | Đã xác nhận.                 |                              | |                              |
| Toxolioceras                 | Đã xác nhận.                 |                              | |                              |
| Trilobiticeras               | Đã xác nhận.                 |                              | |                              |
| Trimarginia                  | Đã xác nhận.                 |                              | |                              |
| Tugurites                    | Đã xác nhận.                 |                              | |                              |
| Vermisphinctes               | Đã xác nhận.                 |                              | |                              |
| Witchellia                   | Đã xác nhận.                 |                              | |                              |
| Zemistephanus                | Đã xác nhận.                 |                              | |                              |
| Zurcheria                    | Đã xác nhận.                 |                              | |                              |

### †Belemnites
| Belemnites thuộc tầng Bajocy | Belemnites thuộc tầng Bajocy | Belemnites thuộc tầng Bajocy | Belemnites thuộc tầng Bajocy | Belemnites thuộc tầng Bajocy |
| Đơn vị phân loại             | Sự hiện diện                 | Vị trí                       | Đặc điểm                     | Hình ảnh                     |
| ---------------------------- | ---------------------------- | ---------------------------- | ---------------------------- | ---------------------------- |
| Belemnitina                  | Đã xác nhận.                 |                              |                              |                              |
| Hibolites                    | Đã xác nhận.                 |                              |                              |                              |
| Holcobelus                   | Đã xác nhận.                 |                              |                              |                              |
| Produvalia                   | Đã xác nhận.                 |                              |                              |                              |
| Sachsibelus                  | Đã xác nhận.                 |                              |                              |                              |

### Nautiloids
| Nautiloids thuộc tầng Bajocy | Nautiloids thuộc tầng Bajocy | Nautiloids thuộc tầng Bajocy | Nautiloids thuộc tầng Bajocy | Nautiloids thuộc tầng Bajocy |
| Đơn vị phân loại             | Sự hiện diện                 | Vị trí                       | Đặc điểm                     | Hình ảnh                     |
| ---------------------------- | ---------------------------- | ---------------------------- | ---------------------------- | ---------------------------- |
| - Ophionautilus              | Đã xác nhận.                 |                              |                              |                              |
| - Somalinautilus             | Đã xác nhận.                 |                              |                              |                              |

### Literature
- Gradstein, F.M.; Ogg, J.G. & Smith, A.G.; 2004: A Geologic Time Scale 2004, Cambridge University Press.
- Alcide d´Orbigny; 1842: Paléontologie française. 1. Terrains oolitiques ou jurassiques, 642 pp., Bertrand, Paris.
- Pavia, G. & Enay, R.; 1997: Definition of the Aalenian-tầng Bajocian   Stage boundary, Episodes, 20(1): pp 16–22.
- Sepkoski, J.; 2002: A compendium of fossil marine animal genera (entry on cephalopoda) Lưu trữ ngày 7 tháng 5 năm 2008 tại Wayback Machine, Bulletin of American Paleontology 364, p 560.